# Stranddvärgmal
Stranddvärgmal (Trifurcula eurema) är en fjärilsart som först beskrevs av Tutt 1899.  Stranddvärgmal ingår i släktet Trifurcula, och familjen dvärgmalar. Enligt den svenska rödlistan är arten akut hotad i Sverige. Arten förekommer på Gotland. Artens livsmiljö är havsstränder, stadsmiljö.